# Maria Vidal
Maria Vidal, nome artístico de Maria Cândida dos Santos Vidal (Rio de Janeiro, 24 de novembro de 1905 - São Paulo, 14 de maio de 1963) foi uma atriz brasileira de rádio, teatro, cinema e televisão. Na televisão participou de teleteatros na TV Tupi, na década de 1950.

## Biografia
Atriz com passagens pelo cinema, teatro, rádio e televisão, dedicava-se principalmente à comédia. Filha de Júlia Cândidas dos Santos Vidal e de Manoel dos Santos Vidal.
Quando foi fichada em Recife pela DOPS/PE em agosto de 1938, Maria Vidal integrava a Companhia Teixeira Pinto, em cartaz no Teatro de Santa Isabel com a peça “O hóspede do quarto nº 2”, de Armando Gonzaga.
Trabalhou na Rádio Guanabara, na Rádio Nacional, nas rádios Tupi do Rio e de São Paulo como radioatriz. Em 1930, ao lado de Pinto Filho, Maria Vidal gravou um registro histórico: a versão original de "Lua Branca", de Chiquinha Gonzaga.
Maria Vidal, na década de 1950, pertencia a pequena base do PCB, com Maria Helena e Prado e Deocélia Vianna (cônjuge de Oduvaldo Vianna), que existia no meio radiofônico, principalmente nas rádios Tupi e Difusora.
A artista cuidava de 40 animais, entre cães e gatos e estava levantando fundos para criar a cidades deles. Infelizmente seus vizinhos não gostavam do barulho dos animais e chamaram a prefeitura, que levaram todos para ser sacrificados.
Com problemas financeiros e deprimida por ver seus animais ser levados para a morte, Maria Vidal cometeu suicídio, tomando soda cáustica e colocando a cabeça no forno. Ainda ficou dias internada, vindo a morrer aos 57 anos. Na época ela morava com uma irmã que era ex atriz, chamada, Júlia Vidal. A associação protetora dos animais mandou uma estátua de bronze de um cão, para colocar no túmulo da atriz, pela sua luta a favor deles, mas na pressa de conseguir um jazigo para o enterro da atriz, o objeto acabou indo ficar no parque Ibirapuera. Sua irmã foi despejada e passou a morar nas ruas.
Após a tragédia, os vizinhos arrependidos, pediram que a rua onde a atriz morava no Sumaré, passasse a ter seu nome, como homenagem. Pedido que foi atendido.

## Filmografia

### Trabalhos no Cinema
| Ano  | Título                  | Personagem     |
| ---- | ----------------------- | -------------- |
| 1960 | Sai Dessa, Recruta      | Dona Margarida |
| 1958 | O Camelô da Rua Larga   | Dona Bebé      |
| 1958 | Vou Te Contá...         | Marta          |
| 1958 | Quem Roubou Meu Samba?  | Aurora         |
| 1957 | Dorinha no Soçaite      | Mãe de Dorinha |
| 1957 | Marido Barra Limpa      | Dulce          |
| 1957 | Casei-me com um Xavante | Leopoldina     |
| 1956 | A Pensão da D. Stela    | Dona Estela    |
| 1954 | A Sogra                 | —              |
| 1949 | Quase no Céu            | Empregada      |
| 1945 | O Cortiço               | Lavadeira      |
| 1939 | Futebol em Família      | Professora     |
| 1936 | João Ninguém            | —              |

### Televisão
| Ano  | Título               | Personagem | Notas                                |
| ---- | -------------------- | ---------- | ------------------------------------ |
| 1963 | Grande Teatro Tupi   | —          | Episódio: "Até Que a Luz Volte"      |
| 1963 | Grande Teatro Tupi   | —          | Episódio: "A Rosa Tatuada"           |
| 1963 | Klauss, o Loiro      | —          |                                      |
| 1960 | TV de Comédia        | Dona Santa | Episódio: "Padre, Eu NãO Caso Mais"  |
| 1960 | TV de Comédia        | —          | Episódio: "Quadros Da Vida"          |
| 1959 | O Príncipe e o Pobre | —          |                                      |
| 1958 | TV de Comédia        | Acácia     | Episódio: "O Fantoche"               |
| 1958 | TV de Comédia        | —          | Episódio: "Chuvas de Verão"          |
| 1958 | TV de Comédia        | —          | Episódio: "Era Uma Vez Um Vagabundo" |
| 1958 | TV de Comédia        | —          | Episódio: "Feitiço"                  |
| 1957 | Seu Genaro           | —          |                                      |
| 1956 | Seu Tintoreto        | Olinda     |                                      |